# Cecidoses
Cecidoses là một chi bướm đêm thuộc họ Cecidosidae.

## Some species ofCecidoses
- Cecidoses argentinana
- Cecidoses artifex
- Cecidoses eremita
- Cecidoses minutanus